# Plume d’Or 1989
Der Plume d’Or 1989 im Badminton wurde vom 22. bis zum 23. April 1989 in Caldas da Rainha ausgetragen. Sieger wurde das Team aus Frankreich.

## Ergebnisse
- Frankreich –  Portugal 7:0
- Frankreich –  Israel 7:0
- Frankreich –  Spanien 7:0
- Portugal –  Israel 6:1
- Portugal –  Spanien 4:3
- Israel –  Spanien 4:3

## Endstand
| Platz | Team       |
| ----- | ---------- |
| 1     | Frankreich |
| 2     | Portugal   |
| 3     | Israel     |
| 4     | Spanien    |